# أكاري هايامي

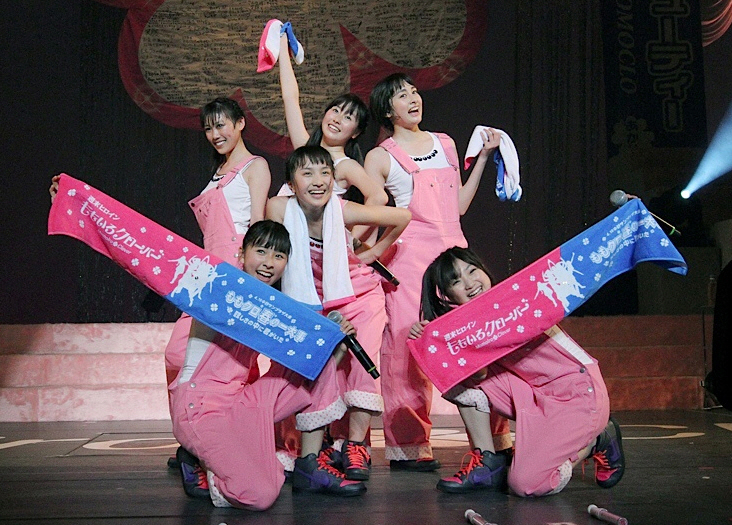
أكاري هايامي في آخر حفل لها مع مومويرو كلوفر في 10 أبريل 2011.

أكاري هايامى (باليابانية:早 見 あ か り، من مواليد 17 مارس 1995 في طوكيو) هي ممثلة و عارضة يابانية وعضوة سابقة في فرقة مومويرو كلوفر. كان لونها الأزرق في الفرقة. 

## وصلات خارجية
- Akari Hayami's official Stardust profile
- Akari Hayami's official Ameblo blog (2011–present)
- أكاري هايامي على موقع IMDb (الإنجليزية)
- أكاري هايامي على موقع ميوزك برينز (الإنجليزية)
- أكاري هايامي على موقع قاعدة بيانات الفيلم (الإنجليزية)
- Profile of the group Momoiro Clover Z